# Montreal (aglomeración)
La aglomeración de Montreal, antes conocida como Comunidad urbana de Montreal, es una aglomeración y también un territorio equivalente (TE) a un municipio regional de condado (MRC) en la provincia de Quebec en Canadá. Es el único territorio equivalente o MRC que hace parte de la región administrativa de Montreal. La ciudad más importante de la aglomeración es Montreal.

## Geografía

Territorio de la aglomeración de Montreal, en rojo Ville-Marie

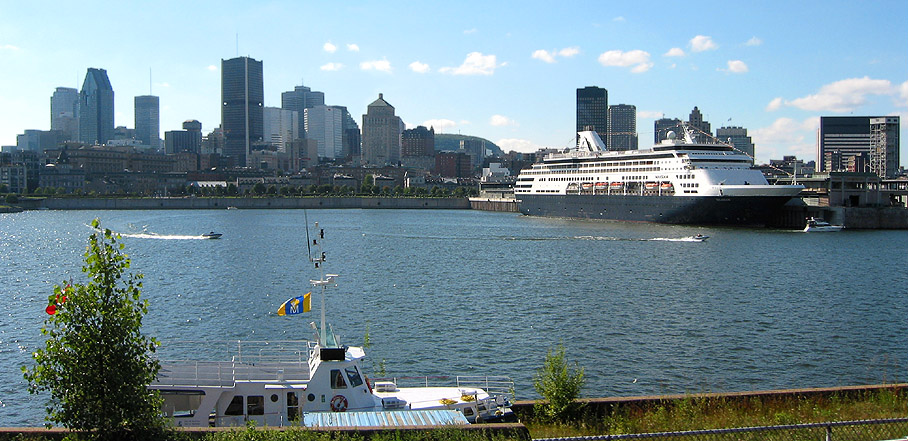
Puerto de Montreal.

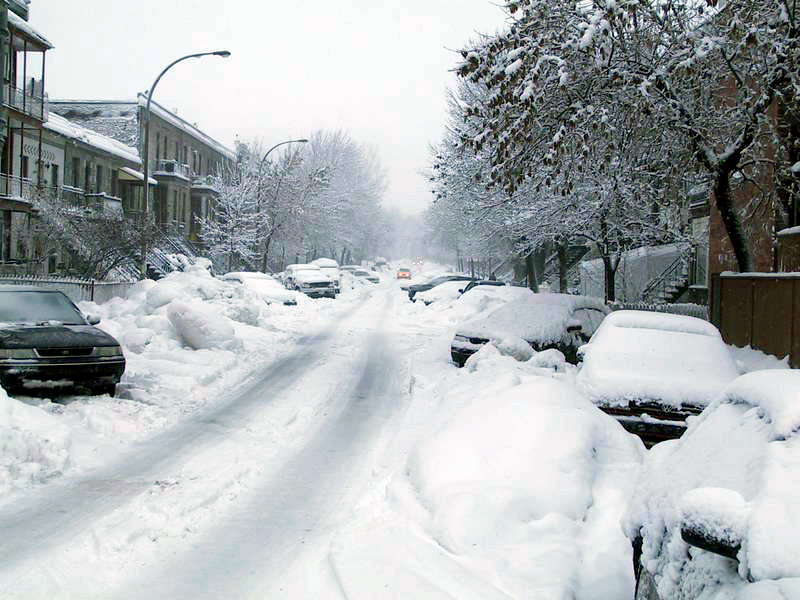
Le Plateau-Mont-Royal en invierno

Comprende parte de la isla de Montreal, la isla Bizard y otras islas menores del archipiélago de Hochelaga; no están incluidas las islas Jesús y Perrot. Sus límites son la ribera izquierda del lago Saint-Louis y del río San Lorenzo, la ribera derecha del lago de las Dos Montañas y la rivière des Prairies. Los MRC o territorios equivalentes limítrofes son Deux-Montagnes y Laval al noroeste, Les Moulins y L'Assomption al noreste, Marguerite-D’Youville y Longueuil al este, Roussillon y Beauharnois-Salaberry al sur, y Vaudreuil-Soulanges al oeste. El territorio forma parte de la planicie del San Lorenzo.

## Urbanismo

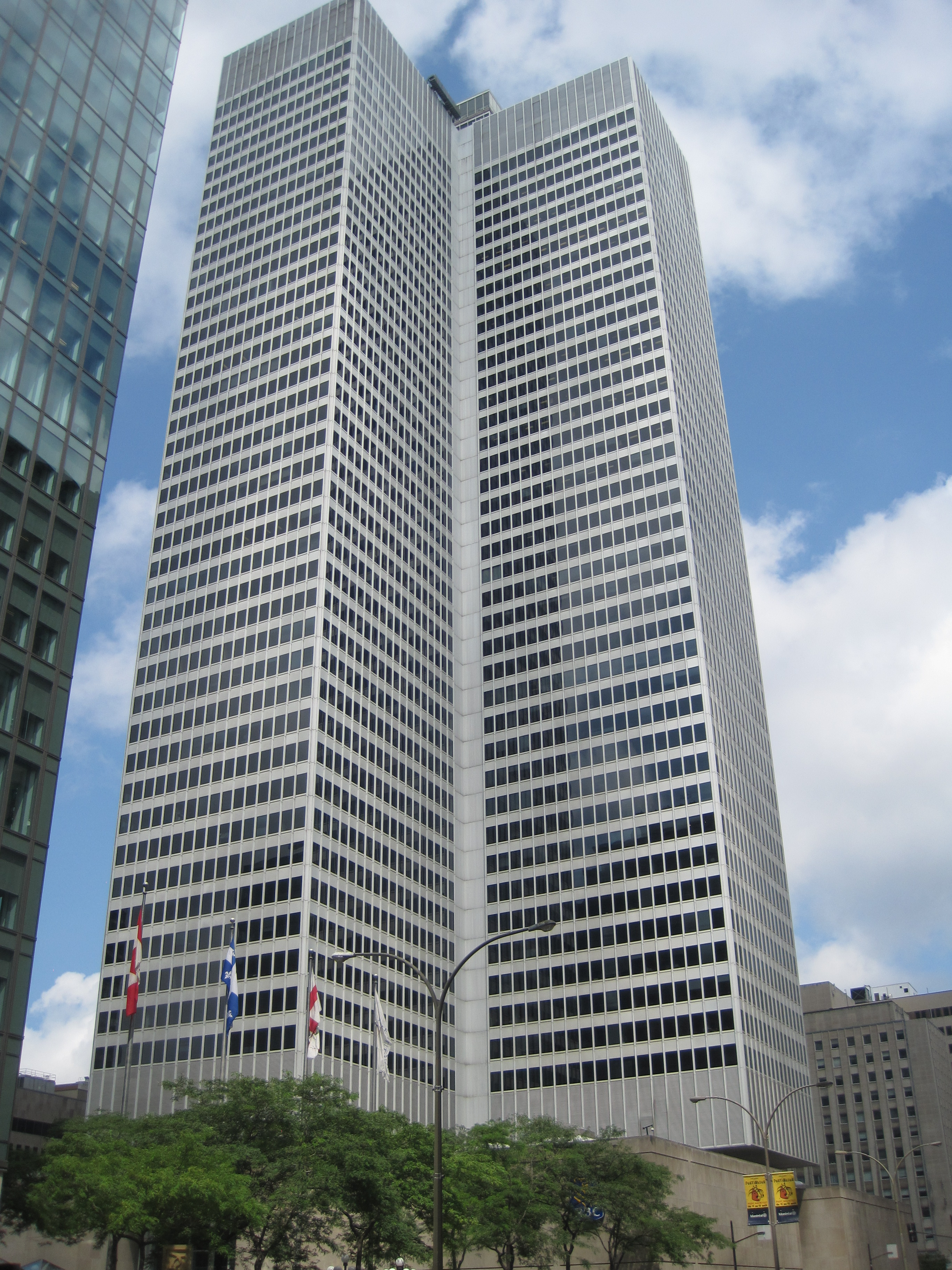
Place Ville Marie.

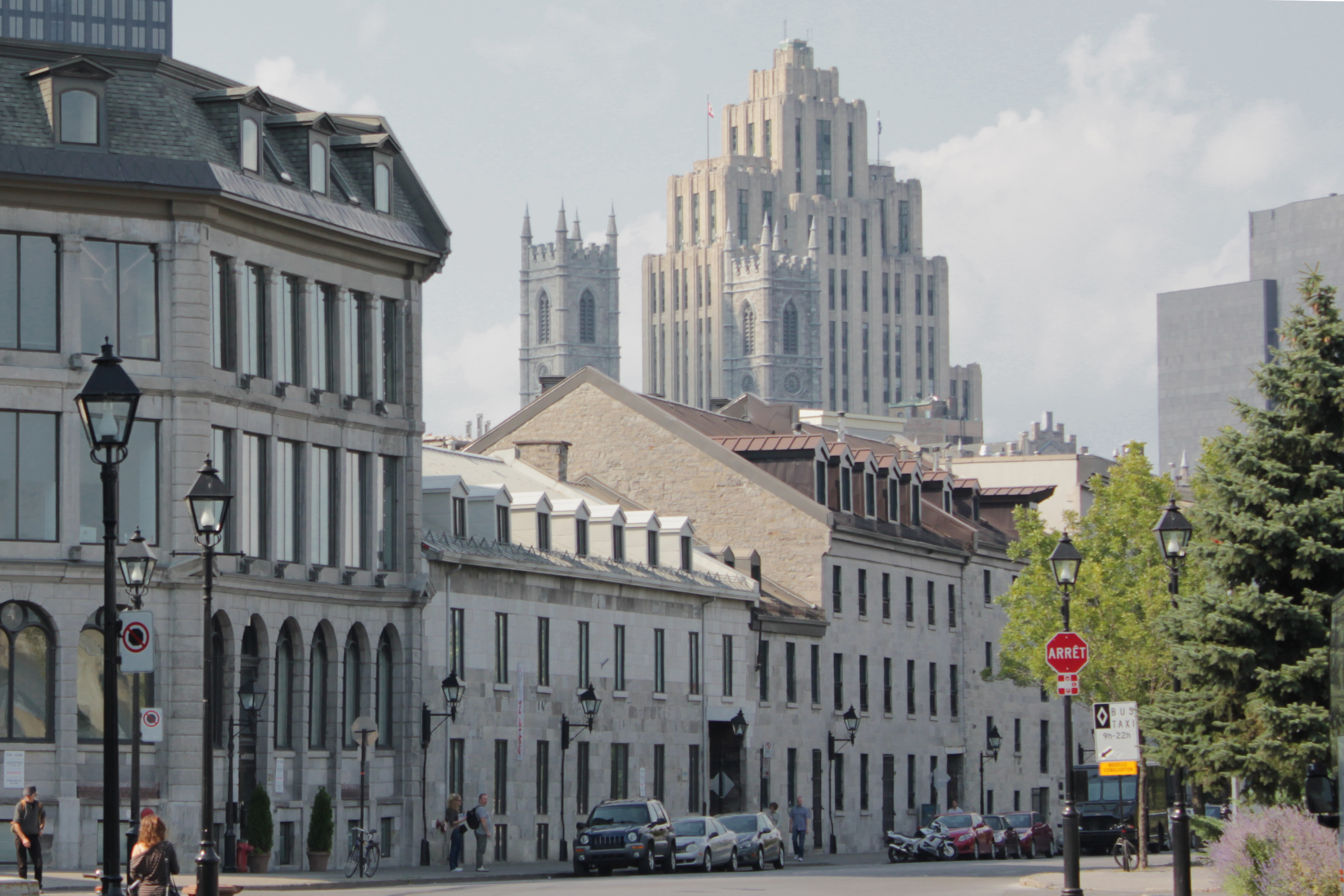
Rue de la Commune.

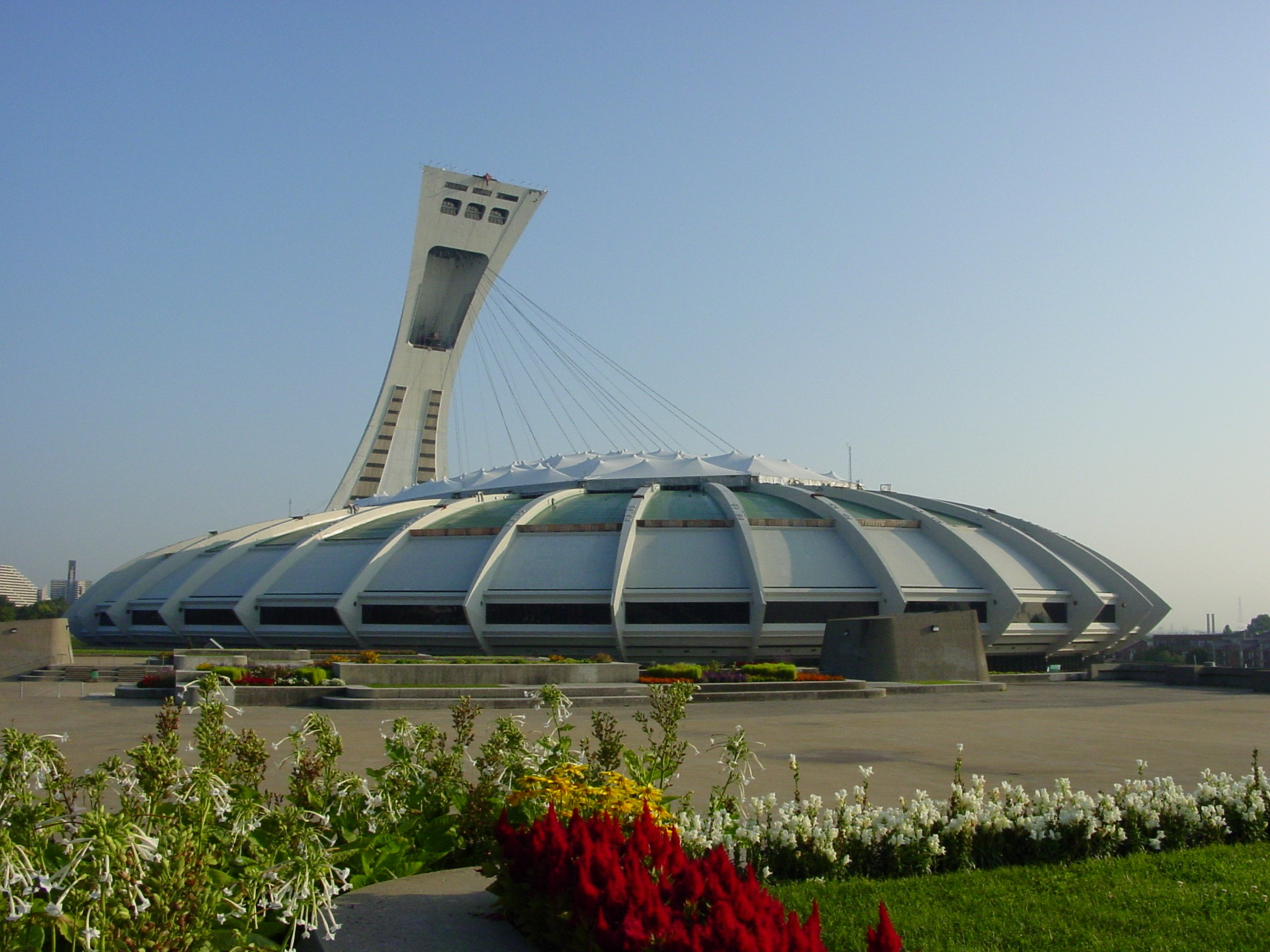
Estadio Olímpico de Montreal.

La ocupación del territorio es esencialmente urbana, a excepción de la parte noroeste que es agrícola y arbolada.

## Historia
En 1970, la Comunidad urbana de Montreal (CUM) fue creada como entidad supramunicipal (TE) para poner en común algunos servicios como la policía para las municipalidades de las islas de Montreal y Bizard. En 2002, todos los municipios de la CUM fueron coaligados en la ciudad de Montreal y la CUM fue abolida como la nueva ciudad de Montreal cogió todas las competencias supramunicipales. En 2004 se llevan a cabo referendos de defusión en algunas ciudades y municipalidades que componían la isla de Montreal, y cuyos resultados reconstituir el 1 de enero de 2006 quince exmunicipalidades, . Por lo tanto, la aglomeración de Montreal fue creada en 2006 como resultado de la defusión y algunas competencias supramunicipales de la ciudad de Montreal fueron transferidas a la nueva aglomeración.
Evolución de las estructuras municipales en la isla de Montreal, 1970-
| Nivel           | 1970-2002                                    | 2002-2006                                     | 2006-                                                                      |
| --------------- | -------------------------------------------- | --------------------------------------------- | -------------------------------------------------------------------------- |
| Supralocal (TE) | Comunidad urbana de Montreal                 | Ciudad de Montreal                            | Aglomeración de Montreal                                                   |
| Local           | Ciudad de Montreal 28 municipios de suburbio | Ciudad de Montreal comprendiendo 27 distritos | Ciudad de Montreal comprendiendo 19 distritos 15 municipios reconstituidos |

## Política
La aglomeración de Montreal, la ciudad vecina de Laval y la aglomeración de Longueuil son los únicos Territorios equivalentes a un MRC o MRC que componen una región administrativa. Al mismo tiempo, la aglomeración de Montreal forma parte de la Gran Montreal (Comunidad metropolitana de Montreal).
El alcalde de Montreal es el presidente de la aglomeración. Las competencias de la aglomeración incluyen la gestión de la seguridad pública, el tribunal municipal, la vivienda social, la ayuda a las personas sin techo, las materias residuales, el abastecimiento de agua y las aguas residuales, el transporte público, la red de carreteras principales, la promoción económica y turística de la ciudad y de los parques regionales.
El territorio de la aglomeración comprende 29 circunscripciones electorales a nivel provincial y 17 a nivel federal.

## Demografía
Según el censo de Canadá de 2011, había 1 886 481 habitantes en esta MRC, la densidad de población era de 3779,1 hab./km² y la población había aumentado 1,7% entre 2006 y 2011. Hubo 907 393 inmuebles particulares de los cuales 849 443 estaban ocupados por residentes habituales.

## Comunidades locales
Dentro de la aglomeración hay 16 municipios que se suman a los 19 distritos de la ciudad de Montreal.
| Código | Nombre                                   | Tipo                                  | Fecha de constitución | Superficie total (km²) | Superficie de agua (km²) | Superficie de tierra (km²) | Población 2011 o 2013 | Gentilicio (en francés) | Densidad (hab./km²) | DT | Número de concejales | CEP                                                                    | CEF                                              |
| ------ | ---------------------------------------- | ------------------------------------- | --------------------- | ---------------------- | ------------------------ | -------------------------- | --------------------- | ----------------------- | ------------------- | -- | -------------------- | ---------------------------------------------------------------------- | ------------------------------------------------ |
| REM05  | Outremont                                | Distrito                              | 01.01.2002            | 3,9                    | 0,0                      | 3,9                        | 23 566                | Outremontais, e         | 6121,0              | D  | 4                    | Outremont                                                              | Outremont                                        |
| REM09  | Anjou                                    | Distrito                              | 01.01.2002            | 13,7                   | 0,0                      | 13,7                       | 41 928                | Angevin, e              | 3064,9              | D  | 4                    | Anjou–Louis-Riel                                                       | Honoré-Mercier                                   |
| REM12  | Verdún                                   | Distrito                              | 01.01.2002            | .                      | .                        | 9,7                        | 66 158                | Verdunois, e            | 6809,9              | D  | 6                    | Verdun                                                                 | Jeanne-Le Ber                                    |
| REM14  | Saint-Léonard                            | Distrito                              | 01.01.2002            | 13,5                   | 0,0                      | 13,5                       | 75 707                | .                       | 5612,1              | D  | 4                    | Jeanne-Mance—Viger                                                     | Saint-Léonard–Saint-Michel                       |
| REM15  | Saint-Laurent                            | Distrito                              | 01.01.2002            | 42,8                   | 0,0                      | 42,8                       | 93 842                | .                       | 2194,1              | D  | 4                    | Acadie Saint-Laurent                                                   | Saint-Laurent–Cartierville                       |
| REM16  | Montréal-Nord                            | Distrito                              | 01.01.2002            | .                      | .                        | 11,1                       | 83 868                | .                       | 7589,9              | D  | 4                    | Bourassa Sauvé                                                         | Bourassa                                         |
| REM17  | LaSalle                                  | Distrito                              | 01.01.2002            | .                      | .                        | 16,3                       | 74 276                | LaSallois, e            | 4565,2              | D  | 6                    | Marguerite-Bourgeoys                                                   | LaSalle-Émard                                    |
| REM19  | Ville-Marie                              | Distrito                              | 01.01.2002            | .                      | .                        | 16,5                       | 84 013                | .                       | 5085,5              | D  | 3                    | Sainte-Marie–Saint-Jacques Westmount–Saint-Louis Hochelaga-Maisonneuve | Laurier Westmount–Ville-Marie Hochelaga          |
| REM20  | Le Sud-Ouest                             | Distrito                              | 01.01.2002            | .                      | .                        | 15,7                       | 71 546                | .                       | 4562,9              | D  | 4                    | Saint-Henri–Sainte-Anne Westmount–Saint-Louis                          | Jeanne-Le Ber Westmount–Ville-Marie              |
| REM21  | Le Plateau-Mont-Royal                    | Distrito                              | 01.01.2002            | 8,1                    | 0,0                      | 8,1                        | 100 390               | .                       | 12 348,1            | D  | 6                    | Mercier Sainte-Marie–Saint-Jacques                                     | Laurier                                          |
| REM22  | Mercier–Hochelaga-Maisonneuve            | Distrito                              | 01.01.2002            | .                      | .                        | 25,4                       | 131 483               | .                       | 5081,1              | D  | 4                    | Bourget Hochelaga-Maisonneuve Anjou–Louis-Riel                         | Hochelaga Honoré-Mercier Pointe-de-l'Île         |
| REM23  | Ahuntsic-Cartierville                    | Distrito                              | 01.01.2002            | .                      | .                        | 24,2                       | 126 891               | .                       | 5252,1              | D  | 4                    | Acadie Crémazie Saint-Laurent                                          | Ahuntsic Saint-Laurent–Cartierville              |
| REM24  | Rosemont–La Petite-Patrie                | Distrito                              | 01.01.2002            | 15,9                   | 0,0                      | 15,9                       | 134 038               | .                       | 8456,7              | D  | 4                    | Gouin Rosemont                                                         | Rosemont–La Petite-Patrie                        |
| REM25  | Villeray–Saint-Michel–Parc-Extension     | Distrito                              | 01.01.2002            | 16,5                   | 0,0                      | 16,5                       | 142 222               | .                       | 8624,7              | D  | 4                    | Laurier-Dorion Viau                                                    | Papineau Saint-Léonard–Saint-Michel              |
| REM27  | Lachine                                  | Distrito                              | 01.01.2002            | .                      | .                        | 17,7                       | 41 616                | .                       | 2348,5              | D  | 4                    | Marquette                                                              | Notre-Dame-de-Grâce–Lachine                      |
| REM31  | Pierrefonds-Roxboro                      | Distrito                              | 01.01.2006            | .                      | .                        | 27,1                       | 68 410                | .                       | 2403,6              | D  | 4                    | Nelligan Robert-Baldwin                                                | Pierrefonds-Dollard Lac-Saint-Louis              |
| REM32  | L'Île-Bizard–Sainte-Geneviève            | Distrito                              | 01.01.2006            | .                      | .                        | 23,6                       | 18 097                | .                       | 745,3               | D  | 4                    | Nelligan                                                               | Pierrefonds-Dollard                              |
| REM33  | Rivière-des-Prairies–Pointe-aux-Trembles | Distrito                              | 01.01.2006            | .                      | .                        | 42,3                       | 106 437               | .                       | 2492,2              | D  | 6                    | Lafontaine Pointe-aux-Trembles                                         | Honoré-Mercier La Pointe-de-l’Île                |
| REM34  | Côte-des-Neiges–Notre-Dame-de-Grâce      | Distrito                              | 01.01.2006            | 21,4                   | 0,0                      | 21,4                       | 165 031               | .                       | 7697,3              | D  | 6                    | Notre-Dame-de-Grâce D'Arcy-McGee Mont-Royal Outremont                  | Notre-Dame-de-Grâce–Lachine Mont-Royal Outremont |
| 66023  | Montreal                                 | Ciudad principal                      | 01.01.2002            | 430,62                 | 66,65                    | 363,97                     | 1 698 062             | Montréalais, e          | 4665,4              | D  | 64                   |                                                                        |                                                  |
| 66007  | Montréal-Est                             | Ciudad                                | 01.01.2006            | 13,96                  | 1,73                     | 12,23                      | 3765                  | Montréalestois, e       | 307,8               | D  | 6                    | Pointe-aux-Trembles                                                    | La Pointe-de-l’Île                               |
| 66032  | Westmount                                | Ciudad                                | 01.01.2006            | 4,02                   | 0,00                     | 4,02                       | 20 111                | Westmountais, e         | 5002,7              | D  | 8                    | Westmount Saint-Louis                                                  | Westmount Ville-Marie                            |
| 66047  | Montréal-Ouest                           | Ciudad                                | 01.01.2006            | 1,42                   | 0,00                     | 1,42                       | 5166                  | -                       | 3638,0              | S  | 4                    | Notre-Dame-de-Grâce                                                    | Notre-Dame-de-Grâce Lachine                      |
| 66058  | Côte-Saint-Luc                           | Ciudad                                | 01.01.2006            | 6,81                   | 0,00                     | 6,81                       | 32 914                | Côte-Saint-Luçois, e    | 4833,2              | D  | 8                    | D’Arcy-McGee                                                           | Mont-Royal                                       |
| 66062  | Hampstead                                | Ciudad                                | 01.01.2006            | 1,77                   | 0,00                     | 1,77                       | 7283                  | -                       | 4114,7              | S  | 6                    | D’Arcy-McGee                                                           | Mont-Royal                                       |
| 66072  | Mont-Royal                               | Ciudad                                | 01.01.2006            | 7,46                   | 0,00                     | 7,46                       | 20 073                | Monterois, e            | 2690,8              | D  | 6                    | Mont-Royal                                                             | Mont-Royal                                       |
| 66087  | Dorval                                   | Ciudad                                | 01.01.2006            | 29,03                  | 8,25                     | 20,78                      | 18 849                | Dorvalois, e            | 907,1               | D  | 6                    | Marquette                                                              | Notre-Dame-de-Grâce Lachine                      |
| 66092  | L'Île-Dorval                             | Ciudad                                | 01.01.2006            | 0,19                   | 0,00                     | 0,19                       | 6                     | -                       | 31,6                | S  | 6                    | Marquette                                                              | Notre-Dame-de-Grâce Lachine                      |
| 66097  | Pointe-Claire                            | Ciudad                                | 01.01.2006            | 34,66                  | 15,72                    | 18,94                      | 31 128                | Pointe-Clairais, e      | 1643,5              | D  | 8                    | Jacques-Cartier                                                        | Lac-Saint-Louis                                  |
| 66102  | Kirkland                                 | Ciudad                                | 01.01.2006            | 9,63                   | 0,00                     | 9,63                       | 21 154                | Kirklandais, e          | 2196,7              | D  | 8                    | Nelligan                                                               | Lac-Saint-Louis                                  |
| 66107  | Beaconsfield                             | Ciudad                                | 01.01.2006            | 24,40                  | 13,40                    | 11,00                      | 19 547                | -                       | 1777,0              | D  | 6                    | Jacques-Cartier                                                        | Lac-Saint-Louis                                  |
| 66112  | Baie-d'Urfé                              | Ciudad                                | 01.01.2006            | 8,02                   | 1,99                     | 6,03                       | 3878                  | -                       | 643,1               | S  | 6                    | Jacques-Cartier                                                        | Lac-Saint-Louis                                  |
| 66117  | Sainte-Anne-de-Bellevue                  | Ciudad                                | 01.01.2006            | 11,18                  | 0,62                     | 10,56                      | 5012                  | Annabellevois, e        | 474,6               | D  | 6                    | Jacques-Cartier                                                        | Lac-Saint-Louis                                  |
| 66127  | Senneville                               | Pueblo                                | 01.01.2006            | 18,60                  | 11,35                    | 7,25                       | 937                   | -                       | 129,2               | D  | 6                    | Jacques-Cartier                                                        | Lac-Saint-Louis                                  |
| 66142  | Dollard-Des Ormeaux                      | Ciudad                                | 01.01.2006            | 15,09                  | 0,10                     | 14,99                      | 50 114                | -                       | 3343,2              | D  | 8                    | Robert-Baldwin                                                         | Pierrefonds-Dollard                              |
| 660    | Montreal                                 | Aglomeración y territorio equivalente | 01.01.2006            | 616,86                 | 119,81                   | 497,05                     | 1 937 999             | -                       | 3899,0              | -  | -                    |                                                                        |                                                  |

DT división territorial, D distritos electorales, S sin división; CEP circunscripción electoral provincial, CEF circunscripción electoral federal 